# Vayudoot
Vayudoot fue una aerolínea regional cuyo dueño era el gobierno de India. Se fundó en enero de 1981 y su sede se ubicaba en el aeropuerto de Safdarjung en Delhi.

## Historia
Vayudoot empezó como una empresa mixta de Indian Airlines y Air India. Muchos pueblos del país deseaban servicio aéreo, y era evidente que había un gran número de pasajeros potenciales. Como resultado, el gobierno estaba interesado en ampliar la red de vuelos nacionales. Consideró asignarle el proyecto a Indian Airlines, pero el estado financiero de la compañía no lo permitía. Al final decidió establecer una aerolínea nueva llamada Vayudoot, palabra hindi que significa «embajador del aire». Esta empresa realizaría vuelos a ciudades que carecían de servicio aéreo, y estos vuelos llevarían a sus pasajeros a las bases de Indian Airlines para que pudieran viajar fácilmente por toda la India. Air India e Indian Airlines invirtieron $1 millón en la compañía.
Vayudoot comenzó operaciones el 26 de enero de 1981. Los primeros vuelos tuvieron lugar al montañoso noreste del país, donde era difícil trasladarse por tierra. La empresa inicialmente pensaba centrar sus operaciones en esta región, así que empezó a volar a ocho destinos allí utilizando dos Fokker 27 alquilados de Indian Airlines. Durante los primeros años, los vuelos iban con menos del 50% de la cabina ocupada, y poca gente creía que era seguro viajar con la aerolínea. Por lo tanto, el gobierno la convirtió en una compañía pública en 1983. Ese año Vayudoot contaba con 20 destinos, cuatro aviones y un helicóptero.
Para 1989 la flota había crecido a 21 aeronaves y la aerolínea afirmaba dar servicio a 99 ciudades. Además, aumentaban cada año tanto los ingresos como el número de pasajeros que viajaban con Vayudoot. Sin embargo, estos datos ocultaban graves problemas financieros: la empresa sufrió pérdidas en cinco de los ocho primeros años de su existencia, y ni siquiera podía pagar las cuentas de teléfono ni comprar repuestos para sus aviones. También debía alrededor de US$40 millones a distintas organizaciones, como Dornier e Indian Airlines.
Una causa de la crisis que enfrentaba la aerolínea era que había ampliado demasiado rápidamente su red de destinos. El Ministro de Aviación Civil y varios políticos le ponían presión para que añadiera más destinos, aunque muchos de estos servicios no eran rentables. Como resultado, tuvo que eliminar algunas rutas poco después de haberlas comenzado, de modo que volaba en actualidad a menos de 99 destinos. Un artículo de India Today contó al menos siete ejemplos de tales rutas, incluyendo un servicio a Hisar en el estado de Haryana que existió por menos de dos meses. Entre 1989 y 1991, la empresa se vio obligada a terminar sus vuelos a 54 destinos, dejando una red de 42 ciudades.
Otro apuro era que le faltaban aviones para efectuar vuelos a tantos destinos. No tenía suficientes repuestos y además había perdido aeronaves en accidentes, incluyendo uno fatal. Largas horas en el trabajo para los pilotos y aeropuertos mal equipados para sus servicios contribuyeron a dichos accidentes. Adicionalmente, aunque la aerolínea luego conseguía atraer más clientes y llenar las cabinas de sus aeronaves, el barato precio de los boletos limitaba los ingresos.
Como Vayudoot seguía perdiendo dinero, el gobierno decidió convertirla en una filial de Indian Airlines en 1993. Se fusionó con Indian cuatro años más tarde. Ese año Vayudoot tenía pasivos de US$52,8 millones y contaba con 1000 empleados.

## Destinos
La siguiente tabla muestra los 42 destinos de Vayudoot en agosto de 1991. Se incluyen también las ciudades a las que dejó de volar antes de este mes, así como los destinos que empezó a operar después.
| Subdivisión        | Ciudad          | Aeropuerto                                          | Notas               | Ref.   |
| ------------------ | --------------- | --------------------------------------------------- | ------------------- | ------ |
| Andhra Pradesh     | Hyderabad       | Aeropuerto de Begumpet                              | Base de operaciones | [ 10 ] |
| Andhra Pradesh     | Kadapa          | Aeropuerto de Kadapa                                | Finalizado          | [ 9 ]  |
| Andhra Pradesh     | Rajahmundry     | Aeropuerto de Rajahmundry                           |                     | [ 9 ]  |
| Andhra Pradesh     | Ramagundam      | Aeropuerto de Ramagundam                            | Finalizado          | [ 9 ]  |
| Andhra Pradesh     | Tirupati        | Aeropuerto de Tirupati                              |                     | [ 9 ]  |
| Andhra Pradesh     | Vijayawada      | Aeropuerto de Vijayawada                            |                     | [ 9 ]  |
| Andhra Pradesh     | Visakhapatnam   | Aeropuerto de Visakhapatnam                         | Finalizado          | [ 9 ]  |
| Andhra Pradesh     | Warangal        | Aeropuerto de Warangal                              | Finalizado          | [ 8 ]  |
| Arunachal Pradesh  | Along           | Aeropuerto de Along                                 | Finalizado          | [ 9 ]  |
| Arunachal Pradesh  | Daporijo        | Aeropuerto de Daporijo                              | Finalizado          | [ 9 ]  |
| Arunachal Pradesh  | Pasighat        | Aeropuerto de Pasighat                              | Finalizado          | [ 9 ]  |
| Arunachal Pradesh  | Tezu            | Aeropuerto de Tezu                                  | Finalizado          | [ 11 ] |
| Arunachal Pradesh  | Zero            | Aeropuerto de Zero                                  | Finalizado          | [ 9 ]  |
| Assam              | Dibrugarh       | Aeropuerto de Dibrugarh                             | Finalizado          | [ 11 ] |
| Assam              | Guwahati        | Aeropuerto Internacional Lokpriya Gopinath Bordoloi |                     | [ 9 ]  |
| Assam              | Jorhat          | Aeropuerto de Jorhat                                | Comenzó después     | [ 12 ] |
| Assam              | North Lakhimpur | Aeropuerto Lilabari                                 | Finalizado          | [ 11 ] |
| Assam              | Rupsi           | Aeropuerto de Rupsi                                 | Finalizado          | [ 13 ] |
| Assam              | Silchar         | Aeropuerto de Silchar                               |                     | [ 9 ]  |
| Assam              | Tezpur          | Aeropuerto de Tezpur                                | Finalizado          | [ 11 ] |
| Bengala Occidental | Balurghat       | Aeropuerto de Balurghat                             | Finalizado          | [ 8 ]  |
| Bengala Occidental | Calcuta         | Aeropuerto Internacional Netaji Subhas Chandra Bose | Base de operaciones | [ 10 ] |
| Bengala Occidental | Koch Bihar      | Aeropuerto de Koch Bihar                            |                     | [ 9 ]  |
| Bengala Occidental | Malda           | Aeropuerto de Malda                                 | Finalizado          | [ 9 ]  |
| Bihar              | Dhanbad         | Aeropuerto de Dhanbad                               | Finalizado          | [ 9 ]  |
| Bihar              | Gaya            | Aeropuerto de Gaya                                  | Finalizado          | [ 9 ]  |
| Bihar              | Muzaffarpur     | Aeropuerto de Muzaffarpur                           | Finalizado          | [ 14 ] |
| Bihar              | Patna           | Aeropuerto Jayaprakash Narayan                      | Finalizado          | [ 9 ]  |
| Bihar              | Ranchi          | Aeropuerto Birsa Munda                              | Finalizado          | [ 9 ]  |
| Chandigarh         | Chandigarh      | Aeropuerto Internacional de Chandigarh              |                     | [ 9 ]  |
| Damán y Diu        | Damán           | Aeropuerto de Damán                                 | Finalizado          | [ 9 ]  |
| Delhi              | Delhi           | Aeropuerto Internacional Indira Gandhi              | Base de operaciones | [ 10 ] |
| Goa                | Goa             | Aeropuerto Internacional de Goa                     | Comenzó después     | [ 12 ] |
| Guyarat            | Ahmedabad       | Aeropuerto Internacional Sardar Vallabhbhai Patel   |                     | [ 9 ]  |
| Guyarat            | Bhavnagar       | Aeropuerto de Bhavnagar                             | Finalizado          | [ 15 ] |
| Guyarat            | Deesa           | Aeropuerto de Deesa                                 | Finalizado          | [ 9 ]  |
| Guyarat            | Jamnagar        | Aeropuerto de Jamnagar                              | Comenzó después     | [ 12 ] |
| Guyarat            | Kandla          | Aeropuerto de Kandla                                |                     | [ 9 ]  |
| Guyarat            | Keshod          | Aeropuerto de Keshod                                |                     | [ 9 ]  |
| Guyarat            | Porbandar       | Aeropuerto de Porbandar                             |                     | [ 9 ]  |
| Guyarat            | Rajkot          | Aeropuerto de Rajkot                                |                     | [ 9 ]  |
| Guyarat            | Surat           | Aeropuerto de Surat                                 | Finalizado          | [ 15 ] |
| Guyarat            | Vadodara        | Aeropuerto de Vadodara                              |                     | [ 9 ]  |
| Haryana            | Hisar           | Aeropuerto de Hisar                                 | Finalizado          | [ 8 ]  |
| Himachal Pradesh   | Dharamshala     | Aeropuerto de Gaggal                                |                     | [ 9 ]  |
| Himachal Pradesh   | Kullu           | Aeropuerto de Bhuntar                               |                     | [ 9 ]  |
| Himachal Pradesh   | Shimla          | Aeropuerto de Shimla                                |                     | [ 9 ]  |
| Jammu y Cachemira  | Jammu           | Aeropuerto de Jammu                                 | Finalizado          | [ 9 ]  |
| Jammu y Cachemira  | Rajouri         | Aeropuerto de Rajouri                               | Finalizado          | [ 9 ]  |
| Jharkhand          | Jamshedpur      | Aeropuerto de Sonari                                |                     | [ 9 ]  |
| Karnataka          | Bangalore       | Aeropuerto HAL                                      |                     | [ 9 ]  |
| Karnataka          | Belgaum         | Aeropuerto de Belgaum                               |                     | [ 9 ]  |
| Karnataka          | Bellary         | Aeropuerto de Bellary                               | Finalizado          | [ 9 ]  |
| Karnataka          | Hubli           | Aeropuerto de Hubli                                 | Finalizado          | [ 9 ]  |
| Karnataka          | Mysore          | Aeropuerto de Mysore                                | Finalizado          | [ 9 ]  |
| Kerala             | Cochín          | Viejo aeropuerto de Cochín                          |                     | [ 9 ]  |
| Kerala             | Kozhikode       | Aeropuerto Internacional de Kozhikode               | Finalizado          | [ 9 ]  |
| Lakshadweep        | Isla Agatti     | Aeropuerto de Agatti                                |                     | [ 9 ]  |
| Madhya Pradesh     | Bhopal          | Aeropuerto Raja Bhoj                                | Finalizado          | [ 9 ]  |
| Madhya Pradesh     | Bilaspur        | Aeropuerto de Bilaspur                              | Finalizado          | [ 9 ]  |
| Madhya Pradesh     | Guna            | Aeropuerto de Guna                                  | Finalizado          | [ 9 ]  |
| Madhya Pradesh     | Indore          | Aeropuerto Devi Ahilyabai Holkar                    | Finalizado          | [ 9 ]  |
| Madhya Pradesh     | Jabalpur        | Aeropuerto de Jabalpur                              | Finalizado          | [ 9 ]  |
| Madhya Pradesh     | Jagdalpur       | Aeropuerto de Jagdalpur                             | Finalizado          | [ 9 ]  |
| Madhya Pradesh     | Khajuraho       | Aeropuerto de Khajuraho                             | Finalizado          | [ 9 ]  |
| Madhya Pradesh     | Raipur          | Aeropuerto Swami Vivekananda                        | Finalizado          | [ 9 ]  |
| Madhya Pradesh     | Rewa            | Aeropuerto de Rewa                                  | Finalizado          | [ 9 ]  |
| Madhya Pradesh     | Satna           | Aeropuerto de Satna                                 | Finalizado          | [ 9 ]  |
| Maharashtra        | Akola           | Aeropuerto de Akola                                 | Finalizado          | [ 9 ]  |
| Maharashtra        | Aurangabad      | Aeropuerto de Aurangabad                            |                     | [ 9 ]  |
| Maharashtra        | Bombay          | Aeropuerto Internacional Chhatrapati Shivaji        | Base de operaciones | [ 10 ] |
| Maharashtra        | Kolhapur        | Aeropuerto de Kolhapur                              |                     | [ 9 ]  |
| Maharashtra        | Nagpur          | Aeropuerto Internacional Dr. Babasaheb Ambedkar     | Finalizado          | [ 9 ]  |
| Maharashtra        | Nanded          | Aeropuerto Shri Guru Gobind Singh Ji                | Finalizado          | [ 9 ]  |
| Maharashtra        | Nashik          | Aeropuerto de Nashik                                | Comenzó después     | [ 12 ] |
| Maharashtra        | Osmanabad       | Aeropuerto de Osmanabad                             | Finalizado          | [ 9 ]  |
| Maharashtra        | Pune            | Aeropuerto de Pune                                  |                     | [ 9 ]  |
| Maharashtra        | Ratnagiri       | Aeropuerto de Ratnagiri                             | Finalizado          | [ 9 ]  |
| Maharashtra        | Sholapur        | Aeropuerto de Sholapur                              | Finalizado          | [ 9 ]  |
| Manipur            | Imfal           | Aeropuerto de Imfal                                 | Finalizado          | [ 9 ]  |
| Meghalaya          | Shillong        | Aeropuerto de Shillong                              |                     | [ 9 ]  |
| Mizoram            | Aizawl          | Aeropuerto de Lengpui                               |                     | [ 9 ]  |
| Nagaland           | Dimapur         | Aeropuerto de Dimapur                               | Finalizado          | [ 9 ]  |
| Orissa             | Bhubaneshwar    | Aeropuerto Biju Patnaik                             | Finalizado          | [ 9 ]  |
| Orissa             | Jeypore         | Aeropuerto de Jeypore                               | Finalizado          | [ 9 ]  |
| Orissa             | Rourkela        | Aeropuerto de Rourkela                              | Finalizado          | [ 9 ]  |
| Pondicherry        | Pondicherry     | Aeropuerto de Puducherry                            |                     | [ 9 ]  |
| Punyab             | Bathinda        | Aeropuerto de Bathinda                              | Finalizado          | [ 9 ]  |
| Punyab             | Ludhiana        | Aeropuerto de Sahnewal                              |                     | [ 9 ]  |
| Rayastán           | Jaipur          | Aeropuerto Internacional de Jaipur                  | Finalizado          | [ 9 ]  |
| Rayastán           | Jaisalmer       | Aeropuerto de Jaisalmer                             |                     | [ 9 ]  |
| Rayastán           | Jodhpur         | Aeropuerto de Jodhpur                               |                     | [ 9 ]  |
| Rayastán           | Kota            | Aeropuerto de Kota                                  | Finalizado          | [ 9 ]  |
| Rayastán           | Udaipur         | Aeropuerto Maharana Pratap                          | Finalizado          | [ 15 ] |
| Tamil Nadu         | Chennai         | Aeropuerto Internacional de Chennai                 | Base de operaciones | [ 10 ] |
| Tamil Nadu         | Coimbatore      | Aeropuerto de Coimbatore                            |                     | [ 9 ]  |
| Tamil Nadu         | Madurai         | Aeropuerto de Madurai                               |                     | [ 9 ]  |
| Tamil Nadu         | Neyveli         | Aeropuerto de Neyveli                               | Finalizado          | [ 9 ]  |
| Tamil Nadu         | Thanjavur       | Aeropuerto de Thanjavur                             | Finalizado          | [ 9 ]  |
| Tamil Nadu         | Tiruchirappalli | Aeropuerto Internacional de Tiruchirappalli         | Finalizado          | [ 9 ]  |
| Tripura            | Agartala        | Aeropuerto de Agartala                              |                     | [ 9 ]  |
| Tripura            | Kailashahar     | Aeropuerto de Kailashahar                           |                     | [ 9 ]  |
| Tripura            | Kamalpur        | Aeropuerto de Kamalpur                              | Finalizado          | [ 9 ]  |
| Uttar Pradesh      | Agra            | Aeropuerto de Agra                                  | Finalizado          | [ 9 ]  |
| Uttar Pradesh      | Allahabad       | Aeropuerto de Allahabad                             | Finalizado          | [ 9 ]  |
| Uttar Pradesh      | Benarés         | Aeropuerto Internacional Lal Bahadur Shastri        | Finalizado          | [ 9 ]  |
| Uttar Pradesh      | Kanpur          | Aeropuerto de Kanpur                                |                     | [ 9 ]  |
| Uttar Pradesh      | Lucknow         | Aeropuerto Internacional Chaudhary Charan Singh     |                     | [ 9 ]  |
| Uttar Pradesh      | Raebareli       | Aeródromo de Fursatganj                             | Finalizado          | [ 16 ] |
| Uttarakhand        | Dehradun        | Aeropuerto Jolly Grant                              |                     | [ 9 ]  |
| Uttarakhand        | Pantnagar       | Aeropuerto de Pantnagar                             | Finalizado          | [ 14 ] |

## Flota
En 1993 Vayudoot contaba con las siguientes aeronaves:
- 8 Hawker Siddeley HS 748
- 8 Dornier 228
- 1 Fokker F27